# 人馬座3
人馬座3（X Sagittarii），中文星官名天龠八，又名CD-2711930，HD 161592、SAO 185755、HR 6616，是人馬座的一颗恒星，位於人馬座南部，也是變星和雙星候選系統，靠近蛇夫座西部邊界。它具有黃白色調，肉眼可見，視星等在4.54等左右。根據視差計算，這顆恆星距離太陽約950光年，並以−10 km/s 的徑向速度向太陽靠攏。這顆恆星的絕對星等約為-2.85等。
人馬座3位于銀經1.17，銀緯0.21，其B1900.0坐标为赤經17h 41m 15.9s，赤緯-27° 0.21′ 34″。